# Veselka Pevec
Veselka Pevec (19 de julio de 1965) es una deportista eslovena que compitió en tiro adaptado. Ganó una medalla de oro en los Juegos Paralímpicos de Río de Janeiro 2016 en la prueba de rifle de aire de pie 10 m mixto (clase SH2).

## Palmarés internacional
| Juegos Paralímpicos | Juegos Paralímpicos     | Juegos Paralímpicos | Juegos Paralímpicos                 |
| Año                 | Lugar                   | Medalla             | Prueba                              |
| ------------------- | ----------------------- | ------------------- | ----------------------------------- |
| 2016                | Río de Janeiro (Brasil) | Medalla de oro      | Rifle de aire de pie 10 m SH2 mixto |